# Ali André Mécili
Ali André Mécili (en kabyle : Σli Messili), né en 1940 à Koléa en Algérie et mort assassiné à Paris le 7 avril 1987, est un homme politique algérien et citoyen français.
Tôt engagé dans la guerre de libération algérienne, il fut l'un des responsables des services de renseignement de l'ALN. Après l'indépendance, il participa à la création du Front des forces socialistes et à son action en faveur du pluralisme politique en Algérie. Emprisonné, puis émigré en France, il y devint avocat et reprit une activité politique aux côtés de Hocine Aït Ahmed. Attaché à rapprocher les différents courants de l'opposition algérienne, il occupait entre ceux-ci, au moment de sa mort, une position charnière.
Son assassinat constitue le point de départ de l'affaire Mécili, où l'enlisement prolongé de l'enquête a été dénoncé par ses proches et certains journalistes comme l'effet d'une collusion des raisons d'État algérienne et française. L'affaire a connu un rebondissement avec l'arrestation le 14 août 2008 de Mohamed Ziane Hasseni, responsable du protocole au ministère algérien des Affaires étrangères et soupçonné d'avoir été l'organisateur du meurtre. Le diplomate a obtenu un non-lieu le 31 août 2010. L'instruction dans son ensemble s'est conclue par un non-lieu prononcé le 17 novembre 2014 et confirmé en appel le 10 septembre 2015.

## Biographie

### De 1940 à 1960, dans l'Algérie coloniale
André Mécili naît à la fin de 1940 de parents kabyles établis à Koléa, dans le Sahel algérois. Son père, originaire de Djemâa Saharidj, est garde-champêtre, sa mère postière. Ils ont pris, par naturalisation, la nationalité française : lui-même la reçoit de naissance, par filiation.
Ses études conduisent le garçon du collège de Boufarik au lycée de Ben Aknoun, où il rejoint la cellule du FLN. La petite ferme acquise par ses parents à Chaïba est un refuge pour les maquisards et le jeune Mécili est rapidement impliqué dans des tâches de liaison et de pourvoyeur de caches. Pour ses camarades, il choisit de se prénommer Ali.
La fin de l'année 1960 est marquée dans les principales villes d'Algérie par de grandes manifestations populaires de soutien au FLN. À Alger, Ali Mécili et ses camarades lycéens participent au service d'ordre et assurent les relations avec la presse française. À la même époque, les vingt ans du jeune homme lui valent d'être appelé sous les drapeaux pour faire ses classes : il déserte l'armée française  et fuit le territoire pour rejoindre, via Marseille et l'Italie, les troupes algériennes basées en Tunisie.

### De 1960 à 1962, en Tunisie
À Tunis, c'est le Ministère de l'Armement et des Liaisons générales (MALG), le service de renseignement de l'Armée de libération nationale, qui détient la haute main sur le filtrage et l'aiguillage des nouvelles recrues. Mécili y est incorporé d'office et rapidement transféré vers la Base Didouche, dans les environs de Tripoli. Quelques semaines plus tard, il est porté avec le grade de Lieutenant à la tête de l'une des deux sections de la base, chargée des activités d'espionnage à l'étranger.
En dépit de cette rapide prise de responsabilités, le bilan qu'André Mécili tire de son expérience est sombre : « [...] j'ai connu les poux et les punaises, la saleté, l'hypocrisie, la bassesse humaine, les exécutions sommaires de ceux qui n'ont rien fait de mal et qui ne pourront plus rien faire. J'ai connu la honte, la peur, l'épuisement, le défaitisme, en d'autres termes, j'ai connu l'homme, à nu [...] ».

### De 1962 à 1966, dans l'Algérie indépendante
À l'été 1962, l'indépendance acquise, les effectifs du MALG sont envoyés sur Alger pour y soutenir l'alliance formée par le Bureau politique et le groupe de Tlemcen contre celui de Tizi Ouzou. Les camions contournent les wilayas II et III, hostiles, pour rejoindre la capitale par l'ouest. À proximité d'Orléansville (aujourd'hui Chlef), Mécili s'échappe du convoi. Il prend contact avec les officiers de sa région, la wilaya IV, qu'il avertit des risques de transformation du MALG en police politique.
Autour de l'ancienne « zone autonome d'Alger », des mouvements d'étudiants, de syndicalistes, de femmes et de jeunes s'organisent pour tenter de maintenir la paix civile face à l'affrontement des alliances politico-militaires rivales. Avec eux, Ali Mécili s'investit dans les manifestations de masse qui proclament à l'adresse des chefs du FLN : « Sept ans, ça suffit ! » À l'automne 1962, il prend contact avec Hocine Aït Ahmed qui, de la tribune de l'Assemblée constituante, cherche à préserver les possibilités d'un débat politique pacifique et ouvert.
En septembre 1963, les deux hommes se retrouvent pour la création du Front des forces socialistes (FFS). Mécili prend en charge l'impression et la diffusion de la propagande du nouveau parti. Très proche des milieux étudiants, il y impulse la constitution d'un courant favorable à la démocratie et à l'autonomie syndicale, face à la direction FLN de l'Union nationale des étudiants algériens (UNEA). Son activité d'organisation porte aussi sur l'action du FFS en faveur d'un mouvement syndical libre et du combat des femmes pour leur émancipation.
Parallèlement, André Mécili réintègre les services secrets, devenus entretemps Sécurité militaire (SM). Lorsqu'en réponse à l'assaut de l'armée le FFS soulève la Kabylie, sa position lui permet de « désinformer » le pouvoir sur l'état du mouvement, tout en fournissant à son parti des données précieuses sur les projets répressifs qui le visent. Ses fonctions officielles le conduisent par ailleurs à La Havane, pour le cinquième anniversaire de la révolution cubaine : c'est pour lui l'occasion de discuter avec Fidel Castro et Che Guevara. Il apprécie la fraternité du peuple cubain et relève les efforts faits par les dirigeants en faveur des campesinos.
Le 17 octobre 1964, un an après le début de l'insurrection du FFS, Aït Ahmed et Mécili sont arrêtés ensemble en Kabylie, au cours d'une de leurs rencontres clandestines. Ali Mécili est sauvé de l'exécution par la volonté de négociation d'Ahmed Ben Bella et l'attentisme des services face aux difficultés du régime. Transféré à la prison militaire d'Oran, il est libéré le 1er novembre 1965, peu après le coup d'État de Houari Boumédiène.

### De 1966 à 1973, dans le sud de la France
Début 1966, c'est l'exil en France où le FFS cherche à se réorganiser autour de l'émigration. Arrivé à Marseille en avril 1967, Mécili relance, coordonne et dirige jusqu'au début de 1968 les activités de son parti dans tout le sud du pays. S'élevant contre la tendance à toujours repousser « une démocratisation rendue impossible par les circonstances exceptionnelles que nous sommes censés traverser », il cherche au contraire, par la mise en place de djemaas élues, à appliquer la formule selon laquelle « la démocratie d'aujourd'hui est également la garantie de la démocratie de demain. »
André Mécili prend alors ses distances à l'égard d'une forme de militantisme qu'il estime inadaptée au contexte du moment : en l'absence de débouchés politiques en Algérie, l'activité partisane lui paraît tourner à l'agitation en vase clos. En 1969, à vingt-neuf ans, il entreprend des études de droit et de sciences politiques à Aix-en-Provence. Il les y poursuivra jusqu'à leur terme.

### De 1973 à 1987, à Paris
En 1973, ses examens obtenus et son stage d'avocat effectué, Maître Mécili s'installe à Paris. Son cabinet devient un lieu d'accueil non seulement pour les travailleurs immigrés d'Algérie, mais aussi pour les exilés de toute appartenance nationale ou politique.
À partir de 1975, Ali Mécili reprend une activité politique et s'attache à mobiliser les opposants algériens autour des problèmes de droits de l'homme. Ne s'en dissocie pas, pour lui, celui des droits culturels et en particulier du droit à l'existence de la langue et de la culture berbères. En 1978, il fonde à Paris, avec le soutien financier du FFS, une coopérative, Tiwizi, qui se donne pour objet l'édition et la diffusion de publications en langue berbère.
La formation politique est une autre des priorités de Mécili : en 1978 et 1979, il organise et anime plusieurs stages pour de jeunes militants venus principalement de Kabylie. Le séminaire qu'il encadre en mars 1979 aboutit à la publication d'un « avant-projet de plate-forme politique », document de synthèse qui défend, face aux « fictions socialistes » entretenues par le « colonialisme intérieur », la « voie libératrice » d'un socialisme fondé sur « l'autonomie personnelle, locale et régionale ». Beaucoup des participants de ces sessions se retrouveront en 1980 parmi les animateurs du printemps berbère.
André Mécili utilise les contacts tissés au fil des ans pour travailler au rapprochement des différents courants de l'opposition algérienne. Il est le principal artisan de l'accord de Londres, conclu le 19 décembre 1985 entre le Mouvement pour la Démocratie en Algérie (MDA) d'Ahmed Ben Bella et le FFS d'Hocine Aït Ahmed. C'est encore lui qui, en août 1986, lance le journal Libre Algérie, auquel collaboreront des militants des deux partis. En octobre, l'avocat combat avec succès, en alertant l'opinion publique, la tentative d'expulsion de treize militants benbellistes. Il tente également d'obtenir, au nom de la liberté de la presse, le report des mesures d'interdiction prises en décembre 1986 et mars 1987 contre les revues successives du MDA. C'est au cours d'une réunion du MDA, le 22 mars 1987 à Paris, qu'il intervient en public pour la dernière fois.
La question du terrorisme est encore un domaine où Mécili s'oppose au pouvoir algérien. Lui-même a mis, depuis fin 1985, ses relations et ses talents de médiateur au service de la libération des otages français du Liban. Et il n'a de cesse de dénoncer l'ambiguïté du rôle de l'Algérie vis-à-vis des mouvements terroristes, allant jusqu'à déclarer sur FR3, le 26 mars 1987 : « Quand on est terroriste à l'égard de son peuple, il n'y a qu'un pas à franchir pour l'être aussi sur le plan international [...] »
Quelques années auparavant, se sachant personnellement menacé, il a écrit dans un texte qui sera trouvé après sa mort : « Lorsqu'on ouvrira cette lettre, se sera accomplie une destinée qui, depuis ma plus tendre enfance, n'aura jamais cessé de hanter mon esprit. [...] Je meurs sous des balles algériennes pour avoir aimé l'Algérie. [...] Je meurs seul, dans un pays d'indifférence et de racisme. [...] Je meurs pour avoir vu mourir l'Algérie au lendemain même de sa naissance et pour avoir vu baillonner l'un des peuples de la Terre qui a payé le plus lourd tribut pour affirmer son droit à l'existence. »
Le 7 avril 1987, Ali André Mécili est assassiné à l'entrée de son immeuble parisien. Il est inhumé au cimetière du Père-Lachaise (75e division).

## Chronologie de l'affaire Mécili

### 1987
- 7 avril : à 22 h 35, maître Mécili, avocat au barreau de Paris et dirigeant de l'opposition algérienne en France, est assassiné dans l'entrée de son immeuble du 74, boulevard Saint-Michel, de trois balles dans la tête.
- 8 avril : selon Hocine Aït Ahmed, quelques heures après le crime, le duo formé par Charles Pasqua, ministre français de l'Intérieur, et Robert Pandraud, ministre délégué à la Sécurité, téléphone à l'ambassadeur d'Algérie en France pour « l'assurer que l'Algérie n'avait rien à voir avec cette affaire[22] ».
- 10 avril : une information judiciaire est ouverte et confiée à la juge d'instruction Françoise Canivet-Beuzit. Pendant près de six mois il n'en filtrera rien.
- 14 mai : la police reçoit un « renseignement confidentiel » qui accuse un petit truand algérien, Abdelmalek Amellou (Malek), d'avoir commis le meurtre pour le compte des services spéciaux de son pays.
- 18 mai : un second renseignement dénonce un commanditaire officier de la Sécurité militaire algérienne, un intermédiaire et deux exécutants : Amellou et un certain Samy.
- 21 mai : la ligne téléphonique qu'Amellou, alors absent de Paris, partage avec sa compagne Fatna Beliali, est mise sur écoute.
- 29 mai : une conversation téléphonique du couple fait allusion à un risque d'attentats à Paris.
- 6 juin : Abdelmalek Amellou revient à Paris. Au téléphone, son frère cherche à le rassurer sur le « pognon » mis en sécurité en Corse tout en s'inquiétant pour sa propre protection.
- 10 juin : le suspect est arrêté et placé en garde à vue avec sa compagne. On a trouvé chez eux un « ordre de mission » de la Sécurité militaire[23], signé du capitaine Rachid Hassani. Néanmoins, il nie tout rapport avec le crime et, confronté au principal témoin, il n'est pas reconnu[n 4].
- 11 juin : Amellou admet connaître tous les acteurs cités dans le second « renseignement confidentiel », d'autant que les policiers ont découvert sur lui un papier mentionnant « Samy » avec une adresse en Corse. Un inspecteur est envoyé dans l'île.
- 12 juin : bien qu'il ait rapidement repéré une piste, l'inspecteur est rappelé « au plus tôt » par sa hiérarchie. À Paris, le juge n'estime pas nécessaire d'inculper le truand. Celui-ci est remis en garde à vue, mais cette fois dans le cadre de l'instruction ouverte sur les attentats terroristes de 1986. Sans résultat, si ce n'est la confirmation qu'il donne, mais à une autre équipe d'enquête, de ses liens avec la Sécurité militaire.
- 14 juin : dès sa sortie de garde à vue et en application d'un arrêté d'expulsion[24] pris dès le 12 juin par Robert Pandraud, ministre délégué à la Sécurité, Abdelmalek Amellou est renvoyé en Algérie avec sa compagne Fatna Beliali. La décision, motivée par « l'urgence absolue », s'appuie sur des affaires remontant, pour les plus récentes, à 1983.
- 17 juin : restés comme l'ensemble de l'opinion dans l'ignorance des faits qui précèdent, les proches d'Ali Mécili constituent un comité de défense qui dénonce l'immobilisme de l'instruction.
- 28 septembre : trois mois et demi après les faits, l'hebdomadaire Le Point révèle l'arrestation du principal suspect et son expulsion chez ses probables commanditaires. Le scandale soulevé paraîtra un moment réactiver l'enquête.
- 2 octobre : les policiers versent au dossier des pièces qu'ils conservaient depuis plusieurs mois[n 5] : les témoignages de l'entourage d'André Mécili sur les menaces qu'il recevait et les auditions menées à partir du 11 juin[25], qui mentionnaient les liens d'Amellou avec les services spéciaux.
- 6 octobre : les avocats d'Annie Mécili, veuve de la victime, demandent au juge d'instruction de délivrer une commission rogatoire internationale en vue de l'audition du truand en Algérie.
- 27 novembre : l'une des sœurs de Fatna Beliali déclare à un inspecteur que celle-ci lui a avoué la culpabilité d'Amellou. Quelques heures plus tard, après audition par un autre fonctionnaire, elle revient entièrement sur son témoignage (en 1992, par une nouvelle rétractation, elle reviendra à sa première version[26]).

### 1988-2007
- Le 28 mars 1988 : neuf mois après l'expulsion du suspect, le juge d'instruction délivre une commission rogatoire internationale à destination des autorités algériennes.
- Le 20 juin 1989 : on découvre à Barbès le cadavre de Khaled Dahbal militant du parti d'Ahmed Ben Bella; il menait ses propres recherches sur l'assassinat de l'avocat qui avait assuré sa défense. L'enquête conclura à un règlement de comptes[27].
- Le 21 décembre 1989 : devant la lenteur et les incohérences de l'instruction, les avocats d'Annie Mécili déposent une plainte pour « forfaiture et attentat aux libertés publiques[28] ».
- Le 24 décembre 1990 : après trente-trois mois de silence, la justice algérienne répond à la commission rogatoire que « les investigations multiples et réitérées [...] sont demeurées vaines et infructueuses[29] ».
- Le 13 mars 1991 : la chambre criminelle de la Cour de cassation désigne la chambre d'accusation de la Cour d'appel de Lyon pour instruire la plainte d'Annie Mécili[30].
- Le 27 octobre 1992 : la chambre d'accusation lyonnaise juge la plainte irrecevable[31], la plaignante étant supposée ne pas « avoir personnellement souffert d'un préjudice causé par les infractions alléguées[30] ».
- Le 9 novembre 1992 : concernant l'assassinat, le procureur de la République parisien prend des réquisitions tendant à un non-lieu[30].
- Le 20 novembre 1992 : en application des réquisitions du procureur, le juge Gilles Rivière (qui a remplacé Françoise Canivet-Beuzit) prononce le non-lieu[31]. Les avocats d'Annie Mécili forment rapidement un appel contre cette ordonnance.
- Le 8 mars 1993 : lors de l'examen de l'appel d'Annie Mécili par la chambre d'accusation de la Cour d'appel de Paris, le parquet général se prononce pour la poursuite de l'enquête[32].
- Le 30 mars 1993 : la chambre d'accusation parisienne ordonne la continuation de l’instruction, confiée à la juge Chantal Perdrix[33].
- Le 4 septembre 1998 : une nouvelle commission rogatoire internationale est adressée aux autorités algériennes[34]. Elle restera sans réponse.
- Le 29 octobre 1999 : le ministre français de la Justice demande aux autorités algériennes de lui faire connaître la nature des obstacles à l’exécution de cette commission rogatoire[34].
- Le 23 mai 2000 : les autorités françaises adressent une nouvelle demande d'éclaircissement à la justice algérienne[34].
- Le 14 juin 2001 : dans un entretien au Nouvel Observateur, Hichem Aboud, ancien chef de cabinet du directeur central de la Sécurité militaire algérienne, affirme connaître Rachid Hassani (le signataire de l'ordre de mission d'Amellou) et que celui-ci lui a confié être l'organisateur de l'assassinat[35]. En juillet, entendu sur convocation par le juge Baudoin Thouvenot (qui a repris le dossier), il réitère ses déclarations[36].
- Le 2 juillet 2003 : à la demande de Maître Antoine Comte, avocat d'Annie Mécili, le juge Thouvenot entend le témoignage du colonel Mohammed Samraoui, ex-officier de la Sécurité militaire réfugié en Allemagne : trois mois après le crime, il a vu un certain Mohamed Ziad Hassani (ainsi prénommé sur sa carte de visite, mais se présentant lui-même comme « Rachid ») remettre à Amellou, en règlement de son « contrat », une forte somme d'argent[37].
- Le 13 novembre 2007 : en dépit de ces éléments nouveaux, le parquet estime que « la délivrance d’un mandat d'arrêt ne s’impose pas[38] ».
- Le 7 décembre 2007 : contre l'avis du parquet, le juge Baudoin Thouvenot lance un double mandat d'arrêt international contre Abdelmalek Amellou et Mohamed Ziane (ou Rachid) Hassani[38].

### 2008
- 14 août : Mohamed Ziane Hasseni, responsable du protocole au ministère des Affaires étrangères algérien, est arrêté à l'aéroport de Marseille Provence à l'arrivée d'un vol en provenance d'Alger : malgré le passeport diplomatique dont il est porteur, il n'est pas répertorié parmi les bénéficiaires de l'immunité diplomatique[39].
- 15 août : Hasseni est transféré à Paris et déféré devant la juge Goetzmann, car son collègue chargé du dossier, Baudouin Thouvenot, est en congé. Le diplomate algérien est mis en examen pour « complicité d'assassinat », en dépit de la position du parquet qui obtient en revanche qu'il ne soit pas placé en détention mais laissé en liberté sous contrôle judiciaire[40].
- 1er septembre : entendu par le juge Thouvenot, Hasseni, se déclarant victime d'une homonymie, fait appel de sa mise en examen et de son placement sous contrôle judiciaire mais refuse de se soumettre aux expertises ADN et graphologiques[41].
- 2 septembre : Maître Antoine Comte dépose pour la famille Mécili une demande de confrontation entre Hasseni et son accusateur Mohammed Samraoui[42].
- 14 octobre : la Cour d'appel de Paris confirme la mise en examen de Hasseni ainsi que son placement sous contrôle judiciaire, contre l'avis du parquet général qui avait requis le non-lieu[43].
- 12 novembre : Hasseni se soumet à des tests ADN et graphologiques[44].
- 17 décembre : Hasseni demande à être confronté à son accusateur Mohammed Samraoui[45]. Hichem Aboud, l'autre témoin, est entendu par le juge Thouvenot ; il indiquera ensuite avoir défendu l'innocence de Hasseni et désigné comme commanditaires du crime l'ancien président Chadli Bendjedid et son chef de cabinet Larbi Belkheir[36].
- 19 décembre : Mohammed Samraoui, que les dernières déclarations de Hichem Aboud accusent aussi de complicité dans l'assassinat[36], ne se rend pas à la convocation du juge Thouvenot[46].
- 24 décembre : selon le quotidien en ligne TSA - Tout sur l'Algérie, les résultats des tests ADN subis par Hasseni sont négatifs, ceux de l'expertise graphologique n'ayant pas été communiqués[47].

### 2009
- 12 février : d'après Rue89, un réquisitoire écrit du parquet se prononce pour le maintien du contrôle judiciaire de Mohamed Ziane Hasseni[48].
- 17 février : selon la même source, un second réquisitoire, identique au précédent « au mot et à la virgule près, portant la même signature », se conclut pourtant dans le sens opposé[48].
- 20 février : la défense de Hasseni plaide une nouvelle fois l'annulation de son inculpation et de son placement sous contrôle judiciaire devant la chambre de l'instruction de la Cour d'appel de Paris[49]. Au cours de l'audience, d'après Rue89, le représentant du parquet explique son revirement en faveur de la levée du contrôle judiciaire « par le fait que s’agissant d’un "dossier suivi", il l’avait "transmis" à sa hiérarchie[48]. »
- 27 février : la chambre de l'instruction décide la levée partielle du contrôle judiciaire du diplomate mis en examen, le laissant libre de quitter la France[50].
- 4 juin : le juge Alain Philibeaux (qui a succédé à Baudoin Thouvenot début 2009), assisté de Corine Goetzman, confronte Hasseni, dont les tests graphologiques se sont révélés négatifs, avec les témoins Hichem Aboud et Mohammed Samraoui. Ce dernier est en visioconférence depuis l'Allemagne[51]. Après avoir fait état de pressions et de tentatives de corruption venues du DRS, il nuance sa conviction quant à l'identification de Hasseni avec le capitaine Rachid Hassani[52].
- Fin août: Hasseni dépose devant la justice une « requête aux fins de non-lieu »[53].

### 2010
- 9 février : le parquet de Paris requiert le non-lieu en faveur de Mohamed Ziane Hasseni[54].
- 30 mars : le juge Alain Philibeaux écarte le non-lieu, jugé « prématuré » faute de suffisamment « d'éléments avérés mettant hors de cause » Hasseni. Il fait toutefois passer ce dernier du statut de mis en examen à celui de témoin assisté et demande la poursuite d'investigations en Algérie[55],[56].
- 26 août : Rue89 annonce avoir eu connaissance d'écoutes téléphoniques versées au dossier en décembre 2009 et établissant les pressions subies par Mohammed Samraoui pour qu'il revienne sur son témoignage contre Hasseni[57].
- 28 août : dans une déclaration au quotidien en ligne TSA - Tout sur l'Algérie, Samraoui confirme le contenu des écoutes téléphoniques[58].
- 31 août : la chambre de l'instruction de la Cour d'appel de Paris accorde à Hasseni le non-lieu qu'il demandait. Cette décision est motivée par le « caractère évolutif » des déclarations de Samraoui ainsi que par les résultats de l'expertise graphologique réalisée sur l'ordre de mission signé « capitaine Hassani »[59].

### 2011-2015
- Le 17 novembre 2014 : la juge d'instruction chargée de l'enquête sur l'assassinat, Anne Bamberger, constatant notamment l'inexécution des deux commissions rogatoires internationales en Algérie, ordonne le non-lieu ; la famille de la victime fait appel[60].
- Le 10 septembre 2015 : la cour d'appel de Paris confirme le non-lieu rendu en novembre 2014[61].